# Velika simbolička loža Ugarske
Velika simbolička loža Ugarske (mađa. Magyarországi Symbolikus Nagypáholy) je bila slobodnozidarska velika loža koja je djelovala u dva navrata, između 1886. i 1920. godine te od 1946. do 1950. godine, na teritoriju današnje Mađarske a u državama koje su se u tom razdoblju mijenjale: Zemlje Krune sv. Stjepana (1886. – 1918.), Demokratska Republika Mađarska (1918. – 1919.), Sovjetska Republika Mađarska (1919.), Kraljevina Mađarska (1920.) te Narodna Republika Mađarska (1946. – 1950.).
Pod zaštitom ove velike lože radilo je i nekoliko hrvatskih masonskih loža s područja Trojedne Kraljevine, i to u Sisku (Loža "Ljubav bližnjega", 1872.), Zagrebu (Loža "Hrvatska vila", 1892.; Loža "Maksimilijan Vrhovac", 1913.), Rijeci (Loža "Sirius", 1901.) i Osijeku (Loža "Budnost", 1912.).

## Povijest
Godine 1795. godine carskim dekretom car Franjo II. zabranjeno je slobodno zidarstvo u čitavoj Habsburškoj Monarhiji, a time i u Ugarskoj, pa su tako prestale s radom masonske lože. Nakon Austro-ugarske nagodbe 1867. godine Ugarska je postala zasebna kraljevina unutar Austro-Ugarske što je omogućilo slobodnom zidarstvu da se formalno ponovno uspostavi. 
Osam loža uspostavljenih pod zaštitom Velike lože "Sunce" iz Bayreutha, Kraljevina Bavarska, su 1870. godine formirale Veliku ložu Ivanovskog reda Ugarske. Pored toga, Veliki orijent Ugarske osnovan je 1872. godine od strane desetak loža koje je formirao Veliki orijent Francuske.

### Od 1886. do 1920. godine
Velika loža Ivanovskog reda Ugarske i Veliki orijent Ugarske su se ujedinili u ožujku 1886. godine formirajući novu Veliku simboličku ložu Ugarske koja se tada sastojala od 26 loža koje su imale ukupno 1800 članova.
Do Prvog svjetskog rata Velika loža imala je 32 lože u Budimpešti, 51 u široj Ugarskoj, te 20 loža u pograničnim područjima i susjednim državama s preko 10.000 članova. Velika loža bila je nadaleko priznata kao regularna u cijelom masonskom svijetu.
Tri hrvatske lože, Loža "Ljubav bližnjega" i Loža "Maksimilijan Vrhovac" u Zagrebu te Loža "Budnost" u Osijeku, su se izdvojile krajem 1918. godine i formirale hrvatsku Veliku ložu "Ljubav bližnjega". Nakon toga, Lože "Maksimilijan Vrhovac" i "Budnost" te Loža "Pobratim" u Beogradu će u lipnju 1919. godine formirati Veliku ložu Srba, Hrvata i Slovenaca "Jugoslavija" na teritoriji novouspostavljene Kraljevine SHS.
U 1919. godini tri vojvođanske lože, Loža "Aurora" u Vršcu, Loža "Budućnost" u Somboru i Loža "Stvaranje" u Subotici, prešle su pod zaštitu Velike lože SHS "Jugoslavija", dok je Loža "Sirius" u Rijeci prešla u Veliki orijent Italije.
Velika loža je raspuštena dekretom 1920. godine, a do kraja Drugog svjetskog rata u zemlji je ostalo samo oko 300 masona.

### Od 1946. do 1950. godine
Velika simbolička loža Ugarske je ponovno oživljena 1946. godine i vrlo brzo se razvijala tako da je do 1950. godina imala člans 1500 članova u 11 loža u Budimpešti i tri u široj Ugarskoj (Debrecin, Nyíregyháza i Segedin).
Mađarska tajna policija je 12. lipnja 1950. godine okupirala je i zaplijenjena zgradu Velike lože u Budimpešti, a Velika loža je nasilno raspuštena. Nakon toga je osnovan Masonski fond za pomoć Mađarskoj pod pokroviteljstvom austrijske i njemačke velike lože, koje su se brinule za masone u Mađarskoj. Mađarski masonski izbjeglice osnovali su lože u Kanadi, Sjedinjenim Državama, Argentini, Brazilu, Francuskoj i Austriji.

## Ustroj

### Popis velikih majstora
Veliki majstori Velike simboličke lože Ugarske bili su:
1. Ferenc Pulszky (1886. – 1888.); prethodno je bio veliki majstor Velike lože Ivanovskog reda Ugarske
2. István Rakovszky (1888. – 1893.)
3. Imrich Ivánka, mađ. Imre Ivánka (1893. – 1896.)
4. George Ioanovici, mađ. György Joannovics (1896. – 1909.); prethodno je bio veliki majstor Velikog orijenta Ugarske
5. Árpád Bókay (1909. – 1919.)
6. Gottlob Rau (1919.)
7. József Balassa (1920., de facto)
8. Géza Supka (1946. – 1949.)
9. Marcell Benedek (1949. – 1950.)

### Obred
Primarni obred Velike simboličke lože Ugarske bio je Ivanovski obred. Velika loža upravljala je simboličkim stupnjevima plave lože (učenik, pomoćnik i majstor) i delegira upravljanje visokim stupnjevima na dodatna tijela i redove.